# Длга над Оравоу
Длга над Оравоу (словац. Dlhá nad Oravou, угор. Dluha) — село, громада в окрузі Долни Кубін, Жилінський край, Словаччина. Кадастрова площа громади — 24,31 км². Населення — 1415 осіб (за оцінкою на 31 грудня 2017 р.). Протікає Хлебницький потік.
Перша згадка 1420 року.

## Географія
Протікає річка Длжянський Цицков.

## Населення
| Рік:            | 1994. | 2004.   | 2014.   | 2024.   |
| --------------- | ----- | ------- | ------- | ------- |
| Кількість осіб: | 1360  | 1389    | 1394    | 1440    |
| Різниця:        |       | +2,13 % | +0,35 % | +3,29 % |

| Рік:            | 2023. | 2024.   |
| --------------- | ----- | ------- |
| Кількість осіб: | 1441  | 1440    |
| Різниця:        |       | -0,06 % |